# Nysätra by
Nysätra by är kyrkbyn i Nysätra socken i Enköpings kommun i Uppland. Byn är belägen nordost om Enköping och sydväst om Uppsala norr om Örsundaån och väster om Örsundsbro. 
I södra utkanten av byn ligger Nysätra kyrka.
Nysätraby var under medeltiden frälsejord, under 1200-talet tillhörde den Nils Ubbesson. Under 1300-talet kom byn i Eskil Anderssons ägo. Han hade sin sätesgård i Nysätra, och här uppfördes den äldsta kyrkan som hans gårdskyrka. Nuvarande kyrka uppfördes dock som sockenkyrka under 1400-talet. Sätesgården övergavs under 1300-talet och Nysätra blev åter en vanligt frälseby, i slutet av 1300-talet tillhörde den Greger Bengtsson av Aspenäsätten och delades i två hälfter som ärvdes av hans båda döttrar. Dottern Ingeborgs hälft som med tiden att ingå i säteriet Fiskmansbos ägor. Den andra systern Märtas hälft kom att gå i arv inom släkterna Bonde, Banér, Gyllenstierna och Tre Rosor. Genom Gustav Johansson (Tre Rosor) kom gårdarna att hamna under Sjö slott. Fredrik Stenbock som ägde Sjö på 1650-talet fick sätesfrihet på två mantal i Nysätra by med de övriga tre mantalen som rå- och rörsmantal. Det är oklart hur dessa bebyggdes, i samband med reduktionen beskrivs Nysätra som "något bebyggt" men brukades endast av en bonde. Trots det fick gården behålla sin sätesfrihet. Under början av 1700-talet var Nysätraby utarrenderad till några ståndspersoner men senare främst till bönder. Av allt att döma fanns här ingen sätesbyggning, gården skattade på 1740-talet endast för sju fönster. Det var troligen efter påtryckningar från myndigheterna om rätten att behålla sätesfriheten som fick Pontus Fredrik De la Gardie att omkring 1745 uppföra en ny sätesbyggning här, strax väster om de andra gårdarna i byn. 1770 såldes Nysätraby till Samuel Gustaf Stierneld på Skattmansö, hans änka och son sålde 1785 till Georg Seton på Ekolsunds slott. 1811 såldes gårdarna från Ekolsund och köptes då av två lokala bönder som delade jorden. Hela Nysätraby brann 1836, men säteribyggnaden klarade branden. Av allt att döma revs den dock senare, idag står ett hus från slutet av 1800-talet på säteriets plats.